# اوهاریتسه

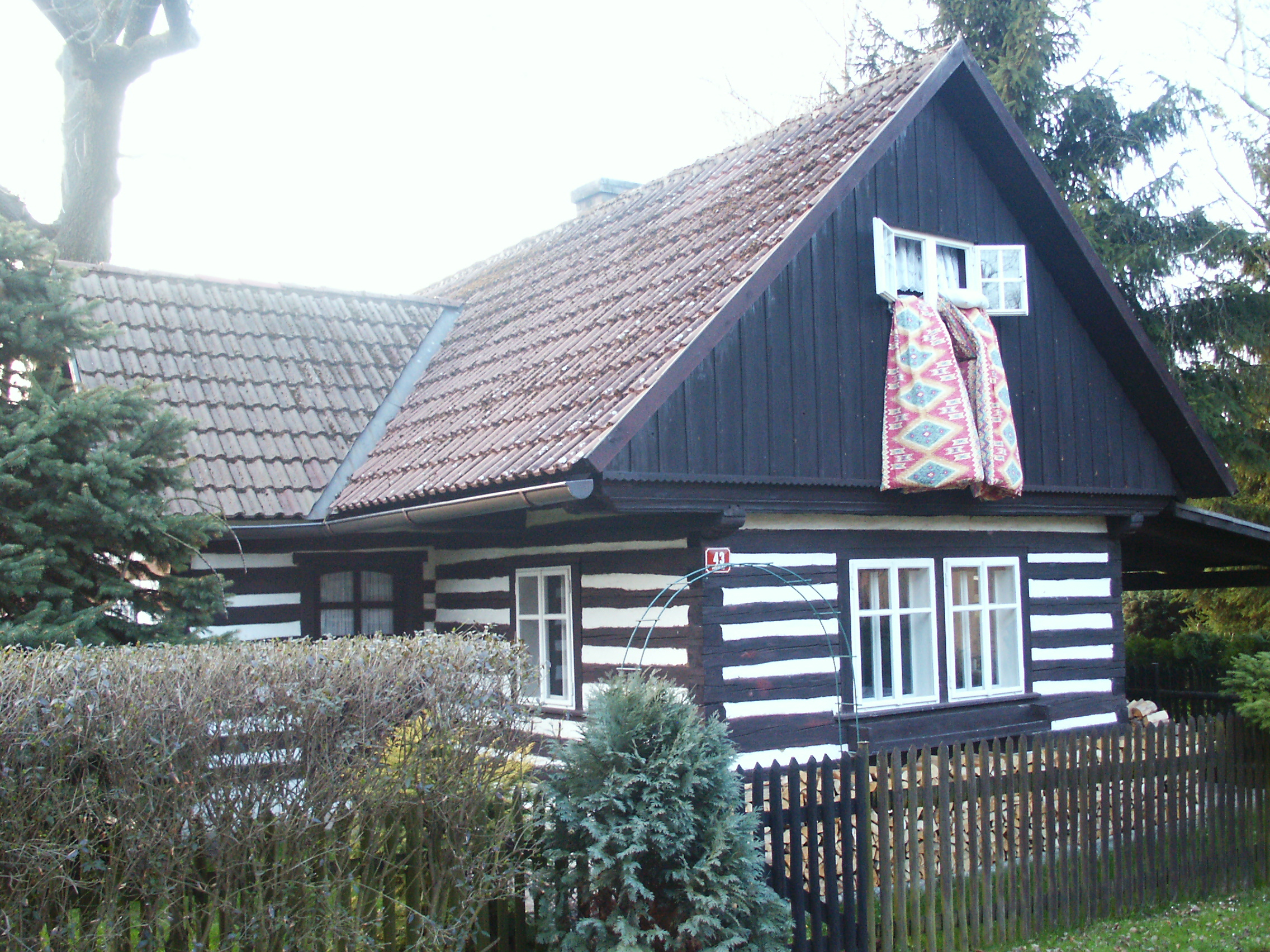
خانه ای در اوهاریتسه

اوهاریتسه (به چکی: Ohařice) یک منطقهٔ مسکونی در جمهوری چک است که در شهرستان ییچین واقع شده‌است.